# Anoxie
Anoxia este scăderea oxigenării țesuturilor corpului uman sub valorile normal fiziologice.

 Anoxia poate fi provocată fie de lipsa oxigenului din amestecul respirator (aer), de reducerea debitului sanguin, sau diminuarea capacității hemoglobinei de a transporta oxigen.
Termenul este utilizat frecvent în locul celui de hipoxie. 